# Schuppenkehl-Schattenkolibri
Der Schuppenkehl-Schattenkolibri (Phaethornis eurynome) oder Schuppenkehleremit ist eine Vogelart aus der Familie der Kolibris (Trochilidae), die in Brasilien, Paraguay und Argentinien vorkommt. Der Bestand wird von der IUCN als „nicht gefährdet“ (Least Concern) eingeschätzt.

## Merkmale
Der Schuppenkehl-Schattenkolibri erreicht eine Körperlänge von etwa 14,0 bis 14,5 cm bei einem Gewicht der Männchen von ca. 4,6 bis 6,0 g und der Weibchen von ca. 4,5 g. Der Oberkopf ist schwarzbraun, die Nackenfedern rotbraun gesäumt. Die Oberseite und die Flügeldecken sind bronzegrün, wobei alle Federn ockerfarbene Säume aufweisen. Der Überaugstreif ist hell ocker, der Bartstreif etwas heller. Die schwärzlichen Kehlfedern haben ockerfarbene Säume, wodurch sie geschuppt wirken. Die Unterseite ist grau, der Bauch und die Unterschwanzdecken ocker. Die Flügel sind schwärzlich purpur. Die goldgrünen Schwanzfedern haben eine breite subterminale Binde sowie weiße breite Säume an den Außenfahnen. Die mittleren Steuerfedern haben eine lange weiße Spitze. Der Oberschnabel ist schwarz, der Unterschnabel gelb mit schwarzer Spitze. Die Füße sind braun. Das Weibchen hat kürzere Flügel und einen etwas gebogeneren Schnabel.

## Verhalten und Ernährung
Der Schuppenkehl-Schattenkolibri bezieht seinen Nektar von blühenden Pflanzen der Gattungen Helikonien, Centropogon, Costus, Neoregelia, Nidularium, Sinningia, Siphocampylus, Springkräuter, Besleria, Passionsblumen, Quesnelia, Tillandsien, Vriesea, Aechmea, Canistrum, Inkalilien, Salbei, Dahlstedtia, Nematanthus, Jacobinia, Manettia und anderen Pflanzen. Als sogenannter Trapliner fliegt er regelmäßig in rascher Folge ganz bestimmte verstreute Blüten an. Ebenso ernährt er sich von kleinen Arthropoden.

## Fortpflanzung
Die Brutzeit in Brasilien ist von September bis März. Das lange kegelförmige Nest aus Pflanzenmaterial und Spinnweben wird an die inneren Spitzen von Palm-, Farn- oder Helikonienblättern oder ähnlichen angebracht. Die Nester sind ca. 105 mm hoch. Der Außenradius beträgt ca. 65 mm, das Nestinnere hat einen Durchmesser von ca. 22 mm und ist 10 mm tief. Das Nest wird oft mit Flechten der Art Spiloma roseum verkleidet. Durch die Brutwärme entweicht der Flechte ein roter Farbstoff, der sowohl die Eier als auch den Bauch des brütenden Weibchens rosa einfärbt. In der Serra do Caraça und im Distrikt Paranapiacaba wurden von Rolf Grantsau deshalb Individuen sowohl mit typischer Farbe als auch mit rosa Färbung beobachtet. Das Gelege besteht aus zwei Eiern, die ca. 0,75 g schwer und ca. 17,0 × 10,5 mm groß sind. Die Brutdauer beträgt ca. 17 Tage. Nach 22 bis 23 Tagen werden die Nestlinge flügge.

## Lautäußerungen
Der Gesang besteht aus konstant fortgesetzten Phrasen. Eine Phrase kann beachtlich variieren, besteht aber typischerweise aus zwei bis vier Tönen, die wie tsi-tsii....tsi-tsii.. oder tsi-tsu-tsii...tsi-tsu-tsiii... klingen. Der Ruf beinhaltet auch ein schwermütiges tsu und ein eher aufgeregtes tsi.

## Verbreitung und Lebensraum

Verbreitungsgebiet (grün) des Schuppenkehl-Schattenkolibris

Der Schuppenkehl-Schattenkolibri bevorzugt das Unterholz in Tiefland- und Bergregenwald, speziell im südwestlichen Verbreitungsgebiet feuchte Gebiete in laubabwerfenden Wäldern sowie alte Sekundärvegetation. Er ist relativ häufig in den Bergregionen anzutreffen. Berichte existieren aus Höhenlagen zwischen 100 und 2250 Meter. Man findet den Schuppenkehl-Schattenkolibri in den Küstenwäldern des südöstlichen Brasiliens von Espírito Santo bis Rio Grande do Sul und den Waldgebieten von Minas Gerais.

## Unterarten
Bisher sind zwei Unterarten bekannt:
- Phaethornis eurynome eurynome (Lesson, RP, 1832)[4] – die Nominatform kommt im Südosten Brasiliens vor.
- Phaethornis eurynome paraguayensis Bertoni, M & Bertoni, AW, 1901[5] ist im Osten Paraguays und dem Nordosten Argentiniens verbreitet. Diese Unterart ist signifikant kleiner als die Nominatform.[1]

Bei Phaethornis nigrirostris Ruschi, 1973 handelt es sich um ein Synonym zur Nominatform. Bei Phaethornis eurynome pinheiroi Ruschi, 1965 handelt es sich um ein rosa gefärbtes Exemplar der Nominatform (siehe Abschnitt „Fortpflanzung“). Auch Trochilus melanotis (Nordmann, 1835) ist ein Synonym zur Nominatform.

## Migration
Das Zugverhalten des Schuppenkehl-Schattenkolibris ist bisher nicht erforscht. Es wird aber vermutet, dass er ein Standvogel ist.

## Etymologie und Forschungsgeschichte

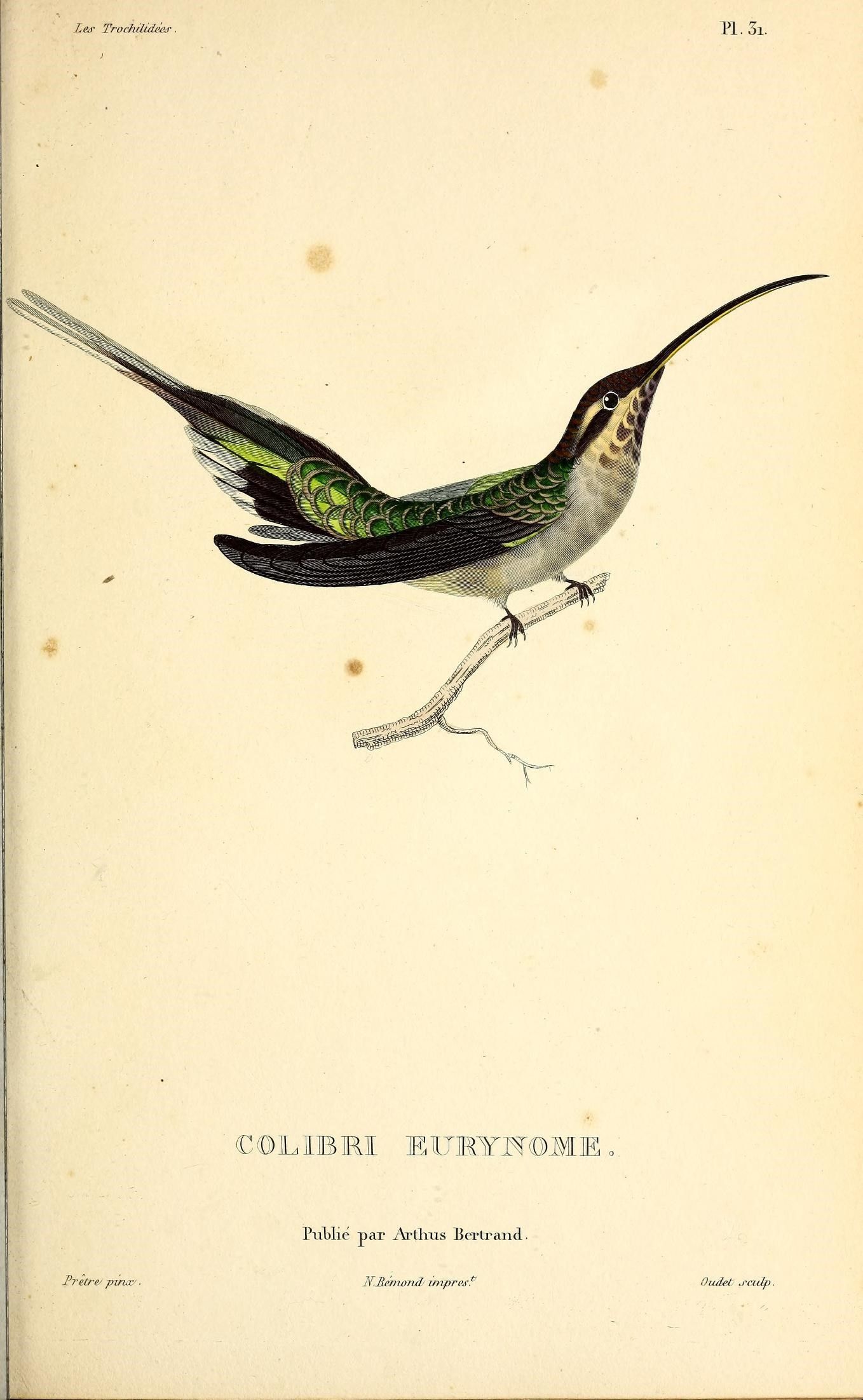
Schuppenkehl-Schattenkolibri, illustriert durch Jean-Gabriel Prêtre als Teil der Erstbeschreibung

Die Erstbeschreibung des Schuppenkehl-Schattenkolibris erfolgte 1832 durch René Primevère Lesson unter dem wissenschaftlichen Namen Trochilus eurynome. Die Typusexemplare hatte Lesson von Antoine Germain Bevalet (1783/84–1864) und Agathe François Gouÿe de Longuemare (1792–1866) erhalten. Sie stammten aus Brasilien. 1827 führte William Swainson die Gattung Phaethornis für den Langschwanz-Schattenkolibri (Phaethornis superciliosus (Linnaeus, 1766)) ein.
Der Begriff Phaethornis leitet sich aus den griechischen Wörtern φαέθων phaéthōn für „leuchtend, strahlend“ und ὄρνις órnis für „Vogel“ ab. Der Artname eurynome bezieht sich auf Eurynome, Tochter des Okeanos und der Thetys. Paraguayensis bezieht sich auf das Land Paraguay. Nigrirostris ist ein lateinisches Wortgebilde aus niger für „schwarz“ und -rostris, rostrum für „-schnäblig, Schnabel“. Pinheiroi ist Israel Pinheiro da Silva (1896–1973), dem damaligen Präsidenten von NOVACAP (Companhia Urbanizadora da Nova Capital), gewidmet. Melanotis leitet sich aus den griechischen Wörtern μέλας, μέλανος mélas, mélanos für „schwarz“ und  -ωτις, οὖς, ὠτός -ōtis, ous, ōtos für „-ohrig, Ohr“ ab. Noch 1940 war Bertonis gesammeltes Exemplar aus dem Departamento Alto Paraná der einzige Nachweis für die Existenz in Paraguay. Alfred Laubmann erkannt deshalb nicht die Gültigkeit einer neuen Unterart.